# Антология поэзии битников
«Антоло́гия поэ́зии би́тников» — сборник произведений поэтов-битников с краткими биографическими, критическими и теоретическими статьями по теме битничества, изданный в 2004 году российским издательством «Ультра. Культура».
Книга, обозначенная «одним из самых значимых проектов Ультра. Культуры», является крупнейшим сборником творчества битнического круга (представителей которого называют «золотым дном великих 60-х, пророками и святыми контркультуры»), представленным на русском языке — многие из включённых стихотворений на момент издания «Антологии» были переведены впервые.

## Предпосылки публикации
Отмечают, что в 70-е поэзия битников, «политизированная и ориентированная на социальное», в России востребована не была — вследствие ограниченности возможности для какого-либо социального действия в условиях СССР.
Оживление интереса у русскоязычного читателя наблюдается только во второй половине 80-х, однако о публикациях «разбитых» поэтов в СССР до определённого времени не могло быть и речи.
Наибольшую известность получило письмо 35 литераторов против арестов диссидентов в СССР, опубликованное в The New York Times Book Review (англ. The New York Times Book Review) 14 марта 1968 года. После этого на публикации «подписантов» — Аллена Гинзберга, Лоуренса Ферлингетти и других — в СССР на годы было наложено своеобразное вето.
Впрочем, по вопросу актуальности бит-поэзии для современного российского читателя существует и другое мнение, согласно которому, интерес к битникам обусловлен не самим творчеством, а «пикантными биографиями» авторов: «какую марихуану курили, как красный джанк внедрялся в умы и в печень».
Примечательно, что переводами отдельных поэтов из битнического круга в России занимались множество авторов: Алексей Караковский, Владимир Бойко, Андрей Грицман и некоторые другие, однако тексты произведений публиковались преимущество в интернете — первый широкий охват бит-поэзии на русском языке осуществила именно «Ультра. Культура» своей антологией.

## Содержание

### Стихи и поэмы
Основной раздел книги включил в себя избранные стихи, поэмы и хайку пятнадцати наиболее известных поэтов-битников. Раздел «открывает» страница с одиннадцатью возможными вариантами перевода английского слова «Beat» и его производных.
Поэзия битников, называемая «необходимым звеном между Уитменом и Буковски» — по мнению одного из критиков, может позволить ничего не понимающему в Америке 40-х и 60-х читателю её понять. В антологию вошли работы следующих авторов:
- Аллен Гинзберг
- Лоуренс Ферлингетти
- Роберт Крили
- Джек Керуак
- Майкл Макклур
- Питер Орловски (справа)
- Диана Ди Прима
- Лерой Джонс

- Аллен Гинзберг (1926—1997) — один из самых известных американских поэтов второй половины XX века[13]. Наравне с Керуаком его относят к величайшим представителям бит-поколения, его идеологам[14][15]. Считается центральной фигурой движения битников[16].

| Произведения                           | Произведения | Произведения         |
| -------------------------------------- | ------------ | -------------------- |
| Название                               | Год          | Переводчик           |
| Вопль                                  | 1956         | Илья Кормильцев      |
| Сноска к воплю                         | 1956         | Денис Борисов        |
| Супермаркет в Калифорнии               | 1956         | Андрей Сергеев       |
| Сутра подсолнуха                       | 1956         | Андрей Сергеев       |
| Америка                                | 1956         | Денис Борисов        |
| На могиле аполлинера                   |              | Денис Борисов        |
| Моё печальное Я                        |              | Андрей Сергеев       |
| Каддиш                                 | 1961         | Александр Касьяненко |
| Обеденный перерыв каменщиков           |              | Андрей Сергеев       |
| Ответ                                  | 1961         | Денис Борисов        |
| Данная форма жизни нуждается в сексе   |              | Денис Борисов        |
| 29 февраля 1958                        | 1961         | Михаил Гунин         |
| Дни в Нагасаки (Всеобщая фантазия)     |              | Михаил Гунин         |
| Златоцвет                              | 1956         | Михаил Гунин         |
| Песня                                  | 1956         | Михаил Гунин         |
| Под миром много задниц и дырок         |              | Михаил Гунин         |
| В Сиэтле в полдень                     | 1961         | Илья Кормильцев      |
| Любовное стихотворение на тему Уитмена | 1961         | Илья Кормильцев      |
| Ракета                                 | 1961         | Илья Кормильцев      |
| Взаправдашний лев                      | 1961         | Илья Кормильцев      |

- Лоуренс Ферлингетти (род. 1919) — поэт, художник, основатель издательства City Lights (англ. City Lights Bookstore) и одноимённого книжного магазина в Сан-Франциско, превратившегося для города в центр альтернативной культуры[17]. Способствовал выпуску книг многих поэтов-битников. Автор книги «A Coney Island of the Mind» (1958), ставшей одним из бестселлеров века в жанре «поэзия»[18].

| Произведения                             | Произведения | Произведения    |
| ---------------------------------------- | ------------ | --------------- |
| Название                                 | Год          | Переводчик      |
| Гремящей мрачной зимой в Париже          | 1958         | Валерий Минушин |
| Фортуна                                  | 1958         | Валерий Минушин |
| Павлины ходили                           | 1958         | Валерий Минушин |
| По рощам где реки бегут                  |              | Валерий Минушин |
| В лавчонке дешевых сластей около Эл      | 1958         | Валерий Минушин |
| У Гойи на офортах гениальных род людской | 1958         | Валерий Минушин |
| Они ставили статую                       | 1958         | Валерий Минушин |
| Лицо из тех, что темнота                 | 1958         | Антон Нестеров  |
| Пёс                                      | 1958         | Илья Кормильцев |
| Нью-Йорк — Олбани                        | 1966         | Антон Нестеров  |
| Рага убийства                            | 1968         | Павел Вегин     |
| В Парке Золотых Ворот в этот день        | 1958         | Валерий Минушин |
| Тиранус Никс (с авторскими примечаниями) | 1969         | Валерий Минушин |
| Иногда в бесконечности                   | 1958         | Михаил Гунин    |
| Автобиография                            | 1958         | Михаил Гунин    |
| Аллен Гинзберг умирает                   | 1958         | Михаил Гунин    |

- Грегори Корсо (1930—2001) — поэт и художник, одна из ключевых фигур бит-поколения[19][20]. Корсо называют личностью «менее политичной, чем Гинзберг и менее харизматичной, чем Керуак, но более шокирующей, чем они оба взятые»[21].

| Произведения                                 | Произведения | Произведения         |
| -------------------------------------------- | ------------ | -------------------- |
| Название                                     | Год          | Переводчик           |
| Крушеньице на севере                         | 1955         | Юрий Сорокин         |
| Самоубийство в Гринвич-Виллидж               | 1955         | Юрий Сорокин         |
| В морге                                      | 1958         | Денис Борисов        |
| Пума в зоопарке Чапультепек                  | 1958         | Михаил Тростников    |
| «Весна» Боттичелли                           | 1955         | Михаил Тростников    |
| Учелло                                       | 1958         | Валерий Минушин      |
| Итальянские причуды                          | 1955         | Валерий Минушин      |
| Вернулся домой                               | 1958         | Юрий Сорокин         |
| Последний гангстер                           | 1958         | Илья Кормильцев      |
| Мне 25                                       | 1955         | Илья Кормильцев      |
| Безумный як                                  | 1955         | Денис Борисов        |
| Давеча ночью я гонял на тачке                | 1958         | Денис Борисов        |
| Человек входит в море                        | 1962         | Денис Борисов        |
| Я держал в руках рукопись Шелли              | 1953         | Денис Борисов        |
| Бог? Она негритянка                          | 1960         | Денис Борисов        |
| В стремительной руке времени                 | 1958         | Денис Борисов        |
| Женитьба                                     | 1958         | Денис Борисов        |
| Бомба                                        | 1958         | Александр Касьяненко |
| Год в разлуке                                | 1970         | Илья Кормильцев      |
| Написано к собственному 32-летию             | 1962         | Павел Грушко         |
| Забег звуков                                 | 1970         | Павел Грушко         |
| Смерть является в период полового созревания | 1970         | Павел Грушко         |

- Гери Снайдер (род. 1930) — поэт, эссеист, активист движения энвайроменталистов. В 1975 году являлся лауреатом Пулитцеровской премии в области поэзии за книгу «Черепаший остров (книга)[англ.]» (1974). Преподаватель Калифорнийского университета в Дэвисе[22].

| Произведения                            | Произведения | Произведения         |
| --------------------------------------- | ------------ | -------------------- |
| Название                                | Год          | Переводчик           |
| После работы                            | 1967         | Александр Касьяненко |
| Каменная наброска                       | 1959         | Андрей Голов         |
| Как ко мне приходят стихи               | 1959         | Андрей Голов         |
| Сено для лошадей                        | 1959         | Андрей Голов         |
| Ручей Пайют                             | 1959         | Андрей Голов         |
| Стихотворение для медведя               | 1960         | Галина Андреева      |
| Стихотворение для оленя                 | 1960         | Александр Касьяненко |
| Четыре стихотворения, посвящённых Робин | 1967         | Андрей Голов         |
| Сутра дымчатого медведя                 | 1960         | Андрей Голов         |
| БДРЖМ                                   | 1960         | Андрей Голов         |
| Я был в баре «Бродяга»                  | 1964         | Павел Грушко         |
| Что касается поэтов                     | 1974         | Павел Грушко         |
| Детям                                   | 1974         | Михаил Гунин         |
| Наверх                                  | 1959         | Михаил Гунин         |

- Джек Керуак (1922—1969), называемый «катализатором контркультуры 60-х»[23], является одним из самых влиятельных американских писателей. Поэт, наравне с Гинзбергом относимый к важнейшим представителям битничества[14][24].

| Произведения                            | Произведения | Произведения    |
| --------------------------------------- | ------------ | --------------- |
| Название                                | Год          | Переводчик      |
| Западные хайку                          | 1968         | Михаил Гунин    |
| Море                                    | 1962         | Денис Борисов   |
| Американские хайку (1959)               | 1968         | Михаил Гунин    |
| Нортпортские хайку (1964)               | 1964         | Михаил Гунин    |
| Блюз растяпы                            | 1992         | Михаил Гунин    |
| Коньячный блюз                          | 1992         | Михаил Гунин    |
| Движение сквозь — китайская поэма-песнь |              | Михаил Гунин    |
| Стихотворение                           | 1992         | Михаил Гунин    |
| Как медитировать                        | 1992         | Михаил Гунин    |
| Из «Блюза Мехико-Сити»: 21 хор          | 1959         | Илья Кормильцев |

- Майкл Макклур (род. 1932) — поэт, писатель, сценарист, актёр, кинорежиссёр и автор песен. Близкий друг Джима Моррисона, один из наиболее плодотворных и постоянных авторов битнического круга[25]. В качестве журналиста публиковался в журналах Rolling Stone и Vanity Fair, сыграл небольшую роль в фильме Мартина Скорсезе «Последний вальс» (1978)[22].

| Произведения    | Произведения | Произведения  |
| --------------- | ------------ | ------------- |
| Название        | Год          | Переводчик    |
| Поэма Пейотля   | 1958         | Денис Борисов |
| Брешь           | 1959         | Денис Борисов |
| Песнь           | 1959         | Денис Борисов |
| Телониусу Монку | 1959         | Денис Борисов |

- Диана Ди Прима (род. 1934) — поэтесса, член коммуны "Диггеры" (англ. Diggers (theater)) Эммета Грогана (англ. Emmett Grogan), самая известная женщина-битник[26][27]. Основатель издательств The Poets Press и Eidolon Editions, специализирующихся на экспериментальной и авангардной поэзии[22].

| Произведения                             | Произведения | Произведения    |
| ---------------------------------------- | ------------ | --------------- |
| Название                                 | Год          | Переводчик      |
| Глупость                                 | 1961         | Андрей Голов    |
| Посетитель                               | 1961         | Андрей Голов    |
| Выйдя из медной печи: песнь после аборта |              | Андрей Голов    |
| Посещение Катагири Роши                  |              | Галина Андреева |
| Из цикла «Тринадцать ночных кошмаров»    | 1961         | Павел Грушко    |
| Как бы стихи о любви                     | 1961         | Павел Грушко    |
| Ссора                                    | 1961         | Галина Андреева |

- Питер Орловски (1933—2010) — сын белогвардейского эмигранта, поэт, активист антиядерного движения (англ. Anti-nuclear movement in the United States), антипрогибиционист[22][28]. Наиболее известен тем, что на протяжении более 30 лет был любовником Аллена Гинзберга[29][30].

| Произведения                     | Произведения | Произведения               |
| -------------------------------- | ------------ | -------------------------- |
| Название                         | Год          | Переводчик                 |
| «Поэмы чистой жопы» в 2-х частях | 1978         | Денис Борисов              |
| Поэма улитки                     | 1978         | Денис Борисов              |
| Стихи из подземки                | 1972         | Михаил Гунин, Юрий Сорокин |
| Моя кровать вся в жёлтом         | 1978         | Денис Борисов              |

- Филипп Уэйлен (1923—2002) — поэт, по словам Пола Кристенсена[31] (Paul Christensen) являющийся «ярким представителем эпохи воскрешения традиций американской визионерской поэзии»[22]. Дзэн-буддист в сане священника[28]. Является одной из ключевых фигур в поэзии послевоенной Северной Америки[32].

| Произведения                       | Произведения | Произведения     |
| ---------------------------------- | ------------ | ---------------- |
| Название                           | Год          | Переводчик       |
| Сторожка в Горах Сауэрдау          | 1955         | Аркадий Застырец |
| Обличение или опять расстрижен     |              | Аркадий Застырец |
| «Сутра лотоса», в натуральном виде |              | Павел Грушко     |
| Печальный напев                    |              | Павел Грушко     |
| Богиня                             |              | Павел Грушко     |

- Лью Уэлч (1926—1971) — примечательный поэт бит-поколения, не сыскавший особой славы по сравнению со своими друзьями[16].

| Произведения                                 | Произведения | Произведения     |
| -------------------------------------------- | ------------ | ---------------- |
| Название                                     | Год          | Переводчик       |
| Зыбкий утес                                  |              | Аркадий Застырец |
| Буддистский бард становится убийцей крыс     |              | Аркадий Застырец |
| Сюита для такси (Отрывок: 1)                 |              | Михаил Гунин     |
| Еще нет сорока, а борода уже успела побелеть |              | Михаил Гунин     |
| Картинка, как на гексограмме                 |              | Михаил Гунин     |
| Я видел себя                                 |              | Михаил Гунин     |

- Филипп Ламантиа (1927—2005) — поэт и член Чикагской группы сюрреалистов (англ. Chicago Surrealist Group), один из самых преданных поэтов-сюрреалистов второй половины XX века в США[33].

| Произведения                             | Произведения | Произведения    |
| ---------------------------------------- | ------------ | --------------- |
| Название                                 | Год          | Переводчик      |
| Проводимость ужаса                       | 1967         | Илья Кормильцев |
| Засада                                   | 1955         | Илья Кормильцев |
| Я же честно предупредил                  | 1955         | Илья Кормильцев |
| Между мной и тем, что я вижу — дистанция | 1955         | Илья Кормильцев |
| Русалки явились в пустыню                | 1946         | Илья Кормильцев |
| Человек в страдании                      | 1967         | Илья Кормильцев |

- Роберт Крили (1926—2005) — поэт, помимо битнического круга относящийся к авангардной постмодернистской группе XX века — Поэтам Black Mountain (англ. Black Mountain poets). Автор более шестидесяти книг, с 2001 года — обладатель Lannan Literary Awards (англ. Lannan Literary Awards) за прижизненные достижения.

| Произведения       | Произведения | Произведения    |
| ------------------ | ------------ | --------------- |
| Название           | Год          | Переводчик      |
| Слова              | 1967         | Валерий Минушин |
| Ритм               | 1975         | Михаил Гунин    |
| Эхо                | 1975         | Валерий Минушин |
| Некая форма женщин | 1959         | Павел Грушко    |
| Цветок             | 1975         | Павел Грушко    |
| Язык               | 1975         | Павел Грушко    |

- Роберт Данкен — наравне с Уэйленом, одна из ключевых фигур в поэзии послевоенной Северной Америки[32]. Является одним из авторов Новой американской поэзии 1945-1960 (англ. The New American Poetry 1945–1960), входил в группу Поэтов Black Mountain (англ. Black Mountain poets)[34]. Обладатель Гуггенхеймовской стипендии (1963) и Левинсоновской премии журнала Поэзия (англ. Poetry (magazine)) (1964)[22].

| Произведения                                   | Произведения | Произведения  |
| ---------------------------------------------- | ------------ | ------------- |
| Название                                       | Год          | Переводчик    |
| Сова — единственная птица, что поэзии достойна | 1968         | Денис Борисов |
| Позвольте мне возвращаться на луг              | 1968         | Павел Грушко  |
| Стихотворение — нечто естественное             | 1968         | Павел Грушко  |

- Лерой Джонс (наст. имя Иману Амири(Амир) Барака, род. 1934) — поэт, писатель и музыкальный критик, преподаватель[22] нескольких университетов США. В 1989 получил награду American Book Awards. Входит в "сотню величайших афроамериканцев" (англ. 100 Greatest African Americans) Молефи Асанте (англ. Molefi Asante)[35].

| Произведения                                   | Произведения | Произведения    |
| ---------------------------------------------- | ------------ | --------------- |
| Название                                       | Год          | Переводчик      |
| Удолбанный Запад                               | 1961         | Илья Кормильцев |
| Посвящается Хетти                              | 1961         | Андрей Сергеев  |
| Предисловие к двадцатитомной записке самоубийц | 1961         | Андрей Голов    |
| Наброски                                       | 1970         | Андрей Голов    |
| Злой негр в ожидании молнии                    | 1970         | Андрей Голов    |

- Боб Кауфман (1925—1986) — поэт, чьё творчество вдохновлялось джазом, так же известен как «Черный американский Рембо» и «Человек-бибоп»[16][36][37].

| Произведения   | Произведения | Произведения |
| -------------- | ------------ | ------------ |
| Название       | Год          | Переводчик   |
| Джаз-цыпка     | 1965         | Андрей Голов |
| Около полуночи | 1965         | Андрей Голов |
| В              | 1965         | Андрей Голов |
| О-джаз-о       | 1965         | Андрей Голов |

### Beatitude
Beatitude — журнал, основанный в Сан-Франциско в 1959 году Алленом Гинзбергом, Бобом Кауфманом, А. Д. Вайнансом, Уильямом Марголисом (William Margolis) и Джоном Келли (John Kelly). Своими создателями журнал создавался как «некий „центральный орган“ битнического движения».
Издание просуществовало двадцать лет — с 1959 по 1987 год (с восьмилетним перерывом с 1961 по 1969 год).
Все стихотворения для раздела взяты из сборника «The Beat Generation», составленного в 1959 году Лоуренсом Ферлингетти на основе первых шестнадцати номеров журнала «Beatitude». В подборку вошли следующие авторы: Давид Мельцер (англ. David Meltzer), Пьер Анри, Ленор Кендел (англ. Lenore Kandel), Джон Ченс, Блейк Рид, Дениел Дж. Лангтон, Лью Гарднер и Рут Вайс.

### Статьи и манифесты
Данный раздел книги включил в себя шесть статей, посвященных битничеству — в подборку вошли теоретические, критические и биографические работы различных известных авторов.
- Джек Керуак (1922—1969), «Истоки „разбитого поколения“».

Статья описывает самого Керуака и создание его культового романа «В дороге», Америку, происхождение термина «разбитое поколение» и наполнение его смыслом, знакомство писателя с хипстерами, свингом и бибопом. Статья была написана в качестве ответа на многочисленные статьи в американских СМИ, негативно характеризующие битников.
- Джек Керуак (1922—1969), «Основные принципы импровизационной прозы» и «Вера и технические приёмы в современной прозе».

Две статьи видного прозаика и поэта описывают основные положения процесса импровизационного творчества и дают практические советы по их применению.
- Норман Подгорец (род. 1930), «Богемные невежды».

Статья американского писателя, теоретика неоконсерватизма и главного редактора журнала Commentary представляет собой критику как самого бит-поколения (названного не иначе как самозванным), так и «На дороге» Керуака — Подгореца отмечает несостоятельность богемы 50-х (весьма привлекательно, по словам автора статьи, изображенной у Керуака) и пагубность идей романа, которые «<…> с легкостью могут спровоцировать взрыв жестокости <…>».
- Герберт Голд (англ. Herbert Gold) (род. 1924), «Загадка битников».

Статья американо-еврейского писателя и близкого друга Гинзберга посвящена изучению времени становления движения хипстеров. Работа включила в себя очерк субкультуры с исторической точки зрения и пространный рассказ о роли музыки и наркотиков в развитии движения.
- Джон Чиарди (1916—1986), «Угасшим битникам посвящается».

Статья американского поэта, переводчика, этимолога и обладателя «Prix de Rome» от Американской академии искусств и литературы, критикует заявленную самими битниками безмятежность представителя «разбитого» поколения, приводя ряд аргументов в опровержение данного утверждения. В работе Чиарди описывает криминальную составляющую бит-движения и подвергает сомнению литературную ценность работ Керуака, Гинзберга и всего движения в целом.

### Высказывания о поэтике
Данный раздел антологии содержит восемь статей поэтов-битников, чьи работы представлены в книге. Статьи посвящены поэзии, «разбитому» поколению и собственным литературным опытам авторов.
- Лоуренс Ферлингетти (род. 1919) — короткая заметка, посвящённая обязательствам битника. Ферлингетти развенчивает миф о характеристике поколения как «экзистенционального» — ссылаясь на авторитет Уильяма Берроуза, он доказывает, что у битника обязательств не может не быть — «Только покойникам и наркоманам на все наплевать — и в этом они непостижимы»[22].
- Джек Керуак (1922—1969) — небольшой очерк на тему недопустимости двусмысленностей в изложении текста стихотворения.
- Аллен Гинзберг (1926—1997) — «Заметки на тему „Вопля“ и других стихотворений». Статья посвящена истории создания главной для Гинзберга работе, где автор дает пространное описание техник и методик, которыми пользовался при написании и описывает основные темы произведения — параллельно идут комментарии о прочих стихах («Каддиш», «Университетские поэты», «Сутра Подсолнуха»).
- Филипп Уэйлен (1923—2002) — заметка на тему поэзии битников. Автор сравнивает её с картиной и графиком, отражающим движения мысли, показывая быстротечность и постоянную изменчивость последней.
- Гери Снайдер (род. 1930) — поэт описывает процесс создания своих стихов и рассуждает об аспектах релиогности бит-движения.
- Майкл Макклур (род. 1932), «Из дневника» — статья с выдержками за сентябрь 1957-го, начало 1958-го и сентябрь 1959-го описывает переживания автора на тему своих стихов.
- Лерой Джонс (род. 1934), «Как ты звучишь?». Статья посвящена процессу написания стиха, который, по мнению автора, стоит писать без «заранее обдуманного представления или плана, указывающего на то, каким следует быть стихотворение»[22].

### Битники сами о себе
Раздел книги содержит ряд коротких автобиографических очерков поэтов, чье творчество представлено в антологии. В раздел вошли работы Корсо, Крили, Ферлингетти, Гинзберга, Джонса, Керуака, Ламантиа, Макклура, Орловски и Мельцера (англ. David Meltzer).

### Приложение
Раздел книги включил в себя два дополнительных перевода самой известной поэмы битничества — «Вопль» Гинзберга за авторством Дениса Борисова и Дара Жутаева. С учётом «Вопля» в переводе Ильи Кормильцева, который открывает антологию, всего в книге представлено три различных версии произведения.
Кроме того, в разделе представлено нашумевшее стихотворение «Кто взорвал Америку» Лероя Джонса (Амири Бараки), посвящённое событиям 11 сентября 2001 года. В стихотворении Джонс, обличая капитализм (в первую очередь, американский) за страдания, причинённые им народам мира (в частности, афроамериканцам), также указывал на причастность Израиля к терактам, за что подвергся критике со стороны представителей Антидиффамационной лиги, назвавших работу Джонса антисемитской. Сам поэт и его сторонники отрицали это, обозначая стихотворение как направленное против капитализма, патриархального уклада, белой гегемонии, расизма и сионизма.

## Обзор включённых произведений
«Вопль» (1956) Аллена Гинзберга, запрещенный незамедлительно после выхода в печать и изъятый в размере всех нераспроданных копий, привлек внимание американской нации к культурной революции, происходящей на западном побережье в 1950-х. Поэма считается определяющей для битничества. Не менее известное произведение поэта, «Супермаркет в Калифорнии» (1956), также включено в сборник. Стихотворение, затрагивающее вопросы идеологии потребления и безумия, царящего в современном обществе, аналогично рассматривается одной из ключевых работ бит-поколения. «Сутра Подсолнуха» (1956), ода красоте и индивидуальности, символизирующая поэтов-романтистов (англ. Romantic poetry) (потомком которых считал себя Гинзберг), в большинстве случаев причисляется к ключевым работам поэта. Поэма «Каддиш» (1956), по мнению литературных обозревателей, самая великолепная и эмоциональная работа Гинзберга — посвящённая матери поэта, Наоми (англ. Naomi Ginsberg, 1894 — 1956), некоторыми критиками называется работой, «прочитав которую, Вы поймете, почему битники столь влиятельны на молодежь». Последняя из наиболее известных работ поэта, включённых в «Антологию», стихотворение «Америка» (1956), называемое одним из лучших примеров малой стихотворной прозы Гинзберга, рассказывает о взаимоотношениях поэта с США, социальных проблемах государства и причастности последнего к коммунистам.
Говоря о творчестве Лоуренса Ферлингетти, многие критики отмечают изобразительную природу его поэзии. Являясь автором более тридцати поэтических сборников, он прославился своими стихами в равной степени, что и издательским бизнесом — в Сан-Франциско в его честь названа улица, также Ферлингетти-поэт является обладателем награды за прижизненные достижения от National Book Critics Circle. Большинство стихотворений автора, представленных в «Антологии», взяты из сборника A Coney Island of the Mind (1958) — наиболее известной книги Ферлингетти, бестселлера, переведённого на девять языков.
Поэзия Грегори Корсо, в которой критики особо выделяют юмор, необычные взгляды на социальные ценности и честность, считается влиятельной для битничества в целом. В «Антологию» вошли несколько известных работ поэта, среди них — стихотворение «Бомба» (1958), считающееся одним из наиболее примечательных его творений и не менее интересная для читателя «Женитьба» (1958), определяемая в качестве наиболее репрезентативного стиха Корсо.
Творчество Гери Снайдера, называемого «редкостью» для Соединённых Штатов и одним из наиболее страстных поэтов-энвайронменталистов эры постмодернизма, широко представлено в «Антологии». В книгу вошли произведения из первых шести книг поэта. Со стороны критики произведения Снайдера получили разнородные оценки — одни их называли упрощенческими и перехваленными, другие выделяли их ясность и точность, называя творчество поэта экспрессивным и однородным. Снайдер является обладателем более семи литературных премий и наград, в 2003 году был выбран председателем Академии американских поэтов (англ. Academy of American Poets).
Джек Керуак, наиболее известный своей прозой, также ассоциируется с поэзией движения битников. Включённое в «Антологию» произведение «Море» (1960) — часть романа Биг Сур, показавшего, что случается с человеком, живущим на грани, и внезапно сталкивающимся с ответственностью и успехом. Роман показывает злобу и отчаянье Керуака начала 1960-х и предстает в качестве описания начала его алкогольной зависимости.
«Поэма Пейоля» (1958) Майкла Макклура, центральной темой которой выступили первые опыты писателя с галлюциногенным кактусом Лофофора Уильямса, включённая в книгу, — одна из самых приметных работ поэта, которая считается первым художественным произведением, в стихотворной форме описавшим воздействие наркотика на человека. Макклур, обладатель огромного количества наград, является автором, поэзию которого называют одним из самых примечательных достижений в американской литературе.
Творчество Дианы Ди Прима образца 60—70-х годов, как отмечают критики, по большей степени было сконцентрировано вокруг личной жизни поэтессы и её отношений. Считающаяся самой известной женщиной движения, она привлекла широкое внимание критиков своими стихами — положительные отзывы Ди Прима получила от таких изданий, как The New York Times, Berkley Gazette, The American Book Review и многих других.
Творчество Питера Орловски, «музы и любовника Гинзберга» (наиболее известного именно в данном контексте), широкой известности не получило и большой славы поэту не принесло, даже несмотря на грант, полученный им в 1979 году от National Endowment for the Arts. Его стихи характеризовали как игривые и откровенные, наполненные необычной грамматикой и разговорным стилем. Большая часть произведений Орловски, включённая в «Антологию», находится в свободном доступе в сети интернет.
Поэзия Филиппа Уэйлена, отмеченная влиятельным изданием Evergreen Review (англ. Evergreen Review), практически сразу привлекла внимание критиков — уже к 1959 году она была включена в книгу New American Poetry. Включённые в издание стихи Уэйлена относятся к его лучшим произведениям — через три года после выпуска «Антологии» они будут включены в книгу его избранных работ.
Лью Уэлч, длительное время показывавший свою поэзию только близким друзьям, впервые задумался об известности, когда его товарищи, Уэйлен и Снайдер, приковали к себе национальное внимание — и получил её, будучи включённым в антологию The New American Poetry в 1960 году. Пришедшее признание, однако, не избавило Уэлча от личных проблем — он продолжал много пить и пребывал в глубокой депрессии. Не повторив успеха друзей, поэт покончил жизнь самоубийством в 1971.
Филипп Ламантиа, поэзию которого называют той, «о которой чрезвычайно тяжело писать» демонстрирует напряжение между торжеством реальности и вездесущим ощущением боли и страха, присущим жизни. Ламантиа считается единственным поэтом своего поколения, полностью охватившим сюрреализм. Некоторыми критиками он называется одним из величайших голосов бессознательного за последние пятьдесят лет.
Работы Роберта Крили, которые критики хвалили за эмоциональную насыщенность и выразительность, является автором более шестидесяти сборников поэзии. В «Антологию» включены его работы начала 1960-х — середины 1970-х годов.
Поэзия Роберта Данкена формировалась под влиянием каждодневных событий — его поэмы подобны коллажу, составленному практически из всего, что может составить коллаж: проза, рецепты, драматические монологи… Структура типичной данкеновской поэмы многослойна и многогранна — она, по большей части, показывает социальные и политические идеалы автора. Стиль Данкена критиками определяется как самобытный, уникальный — его поэзия, по мнению некоторых из них, в равной степени определяется как неземная и маниакальная. Первые же три сборника стихов поэта создали ему прочную репутацию ведущего современного автора.
Лерой Джонс (Амири Барака), один из наиболее плодовитых афроамериканских авторов XX века, центральная фигура Black Arts Movement 60-х, как никто другой приверженный идеям социальной справедливости, является обладателем множества литературных наград и премий. Поэт снискал известность за резкую социальную критику — его работы призваны шокировать и пробуждать читателей по вопросу политических проблем афроамериканцев. Он почитается критиками за выступления против угнетения чернокожего населения США. Исследователи, однако, отмечают, что в период принадлежности к битничеству, в поэзии Джонса расовая идентификация не являлась главной темой. Первый сборник его стихов, «Предисловие к двадцатитомной записке самоубийц» (1961), содержит огромное количество ссылок на поп-культуру и творчество своих друзей-поэтов.
Импровизационная поэзия Боба Кауфмана примечательна своими тесными связями с джазом и бибопом — и завоевала признание аудитории не только на территории США, но и в Европе. Все стихотворения, включённые в «Антологию», взяты из сборника «Solitudes Crowded with Loneliness» (1960), произведения которого называют одними из лучших стихов, отразивших джаз-музыку.

## Типографские особенности издания
Разделы в основной части книги (непосредственно стихи и поэмы) снабжены краткими (на одну или две страницы) вступительными статьями биографического характера к каждому автору, включённому в антологию, и дополняются портретами поэтов.
Отличительной чертой издания «Антологии поэзии битников» является предоставление текстов стихотворений (для основного раздела и «Beatitude») в переводе на русский язык параллельно с текстом на английском. Каждая страница горизонтально разделена пополам — в верхней части располагается переводной текст, в нижней — оригинал.
Заключительный раздел книги, «Комментарии» (составленный Ильей Кормильцевым), содержит ряд примечаний к большинству включённых в книгу произведений. Комментарии, в основном, служат для разъяснения различных аллюзий и ссылок на творчество других писателей и поэтов, этимологического разбора сленговых выражений, расшифровкам текста с исторической точки зрения, переводам с латыни, французского, немецкого и некоторых других языков, а также предоставления информации о первых публикациях произведений.

## Реакция критики на выпуск «Антологии»
«Антология поэзии битников», гордость главного редактора «Ультра. Культуры» Ильи Кормильцева, была представлена широкой общественности 8 сентября 2004 года в московском клубе «Б2», одновременно с презентацией книги «Последний проклятый поэт: Джеймс Дуглас Моррисон», посвящённой жизни и творческому пути лидера группы The Doors. Музыкальным сопровождением для презентации стали выступления групп Sixtynine, Разнузданные Волей, Анклав и Acid Umbrellas.
Одним из критиков была отмечена уникальность книги, однако её издание оценено как несвоевременное — по мнению обозревателя, момент наибольшей актуальности был упущен. Сам факт публикации получил положительную оценку. «Уникальным» издание так же назвал журнал «Большой город», но сама книга названа «отпугивающей своими размерами» и той, которую «читать насквозь» вряд ли кто-то станет.
Поклонники рок-музыки уделили внимание выпуску «Антологии» — обозначив влияние включённых в неё авторов и их творчества на формирование американского рок-движения 60-х — групп The Doors, The Grateful Dead и многих других.
В рецензии «Книжной Витрины» книге была дана высокая оценка, характеризующая книгу как «ту, которую тот, кто в теме, купит сразу же или понесется домой за деньгами».
В программе «Книжечки», еженедельно выходящей на радио «Эхо Москвы — Екатеринбург», антология названа «эпохальным трудом» издательства Ультра. Культура.
Литературным обозревателем «Российской газеты» антологию окрестили сборником поэзии, в большей степени показывающей различия в творчестве включённых авторов, чем сходства — однако делается акцент на том факте, что «<…> их бескорыстие, искренность и жажда нащупать истину общая и не вызывает сомнений.».

## Издание
- Антология. Антология поэзии битников / Г. Андреева. — 30.06.2004. — Ультра.Культура, 2004. — 784 с. — (Поэзия). — 3000 экз. — ISBN 5-98042-072-X.